# KEY OF HEART/DOTCH
「KEY OF HEART/DOTCH」（キー・オブ・ハート／ドッチ）は、BoAのシングル曲。日本では、2006年8月9日に21枚目のシングルとしてリリースされた。

## 概要
21枚目のシングルであることから、DVD付き両A面シングルとしてリリース（CDのみの形態はない）。
レコーディングを韓国で、PVの撮影をアメリカのロサンゼルスで行われた。
毎年夏に出演していたa-nationに加え、神宮外苑花火大会への出演、同年11月に発売された「Winter Love」のPV撮影や秋からのライブツアーに向けた準備、さらにはこの曲の韓国語版が主題歌として用いられたオリンパスのCM（後述）撮影などで忙しかったためか、日韓両国でテレビでのプロモーション活動は行われなかった。ただし、後に日本で発売された『MADE IN TWENTY(20)』のプロモーションの際は、2007年1月末、テレビ朝日系『ミュージックステーション』でこの曲が披露された。テレビ番組でこの楽曲が披露されたのは、日韓合わせてもこの1回のみである。
DVDには「KEY OF HEART-video clip-」を収録。
初回限定盤のみの特典として、CDにBonus Track「KEY OF HEART-English version-」、DVDに「KEY OF HEART-Road Movie-」を追加収録。さらに「BoA THE LIVE」の超プレミアムチケット期間限定優先予約封入。
韓国で発売された初回限定版には、これらの追加収録に加え、韓国語版の「KEY OF HEART」も追加収録されている。

### 日韓でのタイアップ
- 日本では、日本語版の楽曲ドリームワークスのCGアニメーション映画『森のリトルギャング』の日本語版主題歌（日本版と韓国版の双方の声優に挑戦している）。
- 韓国では、韓国語版の楽曲がOLYMPUSのコマーシャルで起用されている。

### PV
- 日本でのPVは、BoAがジープを運転している。
- 韓国では、ラブストーリー仕立てになっている。相手役はSUPER JUNIORのドンヘ（モーションアクターも務めた）。OLYMPUSのCMではこれを30秒及び120秒に短縮したものが使われている。

## 収録曲
1. KEY OF HEART
  - 作詞：Kenn Kato／作曲・編曲：h-wonder
2. DOTCH
  - 作詞：渡辺なつみ／作曲・編曲：Kenzie
  - 韓国側の製作陣による楽曲である。この曲の韓国語版は、韓国のコンピレーションアルバム「2006 WINTER SMTOWN～SNOW DREAM～」に収録。
3. KEY OF HEART（English Version）
  - 初回盤Bonus track
4. KEY OF HEART（Korean Version）
  - 韓国で発売された初回盤のみに収録されているBonus track。デジタルシングルとして先に配信されていた（日本未配信）が、今回が初のCD化となる。

### DVD
1. KEY OF HEART（video clip）
2. KEY OF HEART（Road movie）
  - 初回盤のみ収録

## タイアップ
KEY OF HEART
- アスミック・エース配給アニメ映画『森のリトル・ギャング』日本語吹き替え版主題歌
- エムティーアイ「music.jp」CMソング

DOTCH
- コーセー「Fasio」CMソング